# Heinz Kinigadner
Heinz Kinigadner, né le 28 janvier 1960 à Uderns, est un pilote autrichien de motocross.

## Biographie
Après une carrière de pilote de motocross, carrière couronnée par deux titres mondiaux, il se consacre aux rallyes raids. En 1994, il est premier du Paris-Dakar à la mi-course avant de se voir disqualifié pour changement de moteur non autorisé. Il remporte tout de même le Rallye des Pharaons, puis l'année suivante le Paris Pékin et enfin le Rallye de l'Atlas.
Après sa carrière sportive, il devient manager chez KTM, son ancienne écurie de rallye-raid.
Il est avec Dietrich Mateschitz l'un des fondateurs de la fondation Wings for Life qui soutient financièrement la recherche sur la moëlle épinière. Celle-ci organise tous les ans depuis 2014 la Wings for Life World Run pour collecter des dons .

## Palmarès
- Champion du monde 250 cm3 en 1984 et 1985 sur KTM;
- Rallye des Pharaons 1994 sur KTM;
- Rallye Paris Pékin 1995 sur KTM;
- Abu Dhabi Desert Challenge 1995 et 1998 sur TM;
- Rallye de l'Atlas 1996 sur KTM;
- Rallye dos Sertões 1998 (auto)